# Barone Segrave
Barone Segrave o Seagrave è un titolo baronale nella Paria d'Inghilterra.

## Storia
Il titolo venne creato come ereditario nel 1295 per Nicholas Segrave, e venne derivato da un villaggio nel Leicestershire oggi indicato col nome di Seagrave.
Il sesto barone Segrave che in precedenza era succeduto al titolo di Barone Mowbray, mantenne successivamente l'unione tra le due baronie, a parte un periodo di circa un secolo. Per diverse generazioni il titolo fu tra quelli sussidiari dei duchi di Norfolk e nel 1777 cadde in disuso alla morte del IX duca.
Nel 1831 il titolo di barone di Segrave venne garantito al colonnello William Berkeley, creato successivamente primo Conte FitzHardinge, ma la creazione si estinse alla sua morte senza eredi nel 1857.
Malgrado questo interludio, l'originale baronia di Segrave continua ad esistere e nel 1878 venne ottenuta da Alfred Stourton, XXIII barone Mowbray, che due settimane dopo ottenne appunto anche l titolo di barone di Mowbray. I titoli da allora rimasero uniti in concessione.

## Baroni Segrave (1295)
- Nicholas Segrave, I barone Segrave (m. 1295)
- John Segrave, II barone Segrave (1256–1325)
- Stephen Segrave, III barone Segrave (m. 1326)
- John Segrave, IV barone Segrave (1315–1353)
- Elizabeth Segrave, baronessa Segrave (m. 1375, o prima del 1368, o circa nel 1399)
- John de Mowbray, I conte di Nottingham, VI barone Segrave (1365–1379)
- Thomas de Mowbray, I duca di Norfolk, (1366-1399)
- Thomas de Mowbray, IV conte di Norfolk, (1385-1405)
- John de Mowbray, II duca di Norfolk, (1392-1432)
- John de Mowbray, III duca di Norfolk, (1415–1461)
- John de Mowbray, IV duca di Norfolk, (1444–1476)
- Anne de Mowbray, VIII contessa di Norfolk, (1472–1481)
- In abbandono
- John Howard, I duca di Norfolk, c. 1484–1485
- Forfeit
- Per i successivi baroni Segrave, si veda Barone Mowbray.

## Baroni Segrave (1831)
- William Berkeley, I conte FitzHardinge (1786-1857), creato barone Segrave di Berkeley Castle nella contea di Gloucester nel 1831[1]